# Un cuplu ciudat (serial TV din 1970)
The Odd Couple (în traducere Un cuplu ciudat, intitulat pe ecran Neil Simon's The Odd Couple) este un serial de televiziune american sitcom difuzat între 24 septembrie 1970 și 7 martie 1975 pe ABC. Serialul, care îi are în rolurile principale pe Tony Randall ca Felix Unger și Jack Klugman ca Oscar Madison, a fost primul dintre mai multe sitcom-uri dezvoltate de Garry Marshall pentru Paramount Television. Serialul se bazează pe piesa de teatru din 1965 Un cuplu ciudat scrisă de Neil Simon, care a fost, de asemenea, ecranizata în filmul din 1968 Un cuplu ciudat. Povestea examinează doi bărbați divorțați, Oscar și Felix, care împart un apartament din Manhattan și ale căror personalități opuse duc inevitabil la conflict și râs.
În 1997, episoadele „Password” și „The Fat Farm” s-au clasat pe locul 5 și, respectiv, pe locul 58, în lista TV Guide cu Cele mai bune 100 de episoade din toate timpurile. Serialul a primit trei nominalizări la Premiile Primetime Emmy pentru cel mai bun serial de comedie.